# Thermoanaerobacter thermohydrosulfuricus
Thermoanaerobacter thermohydrosulfuricus è una specie di batterio appartenente alla famiglia delle Thermoanaerobacteriaceae.